# ثنائي زينر

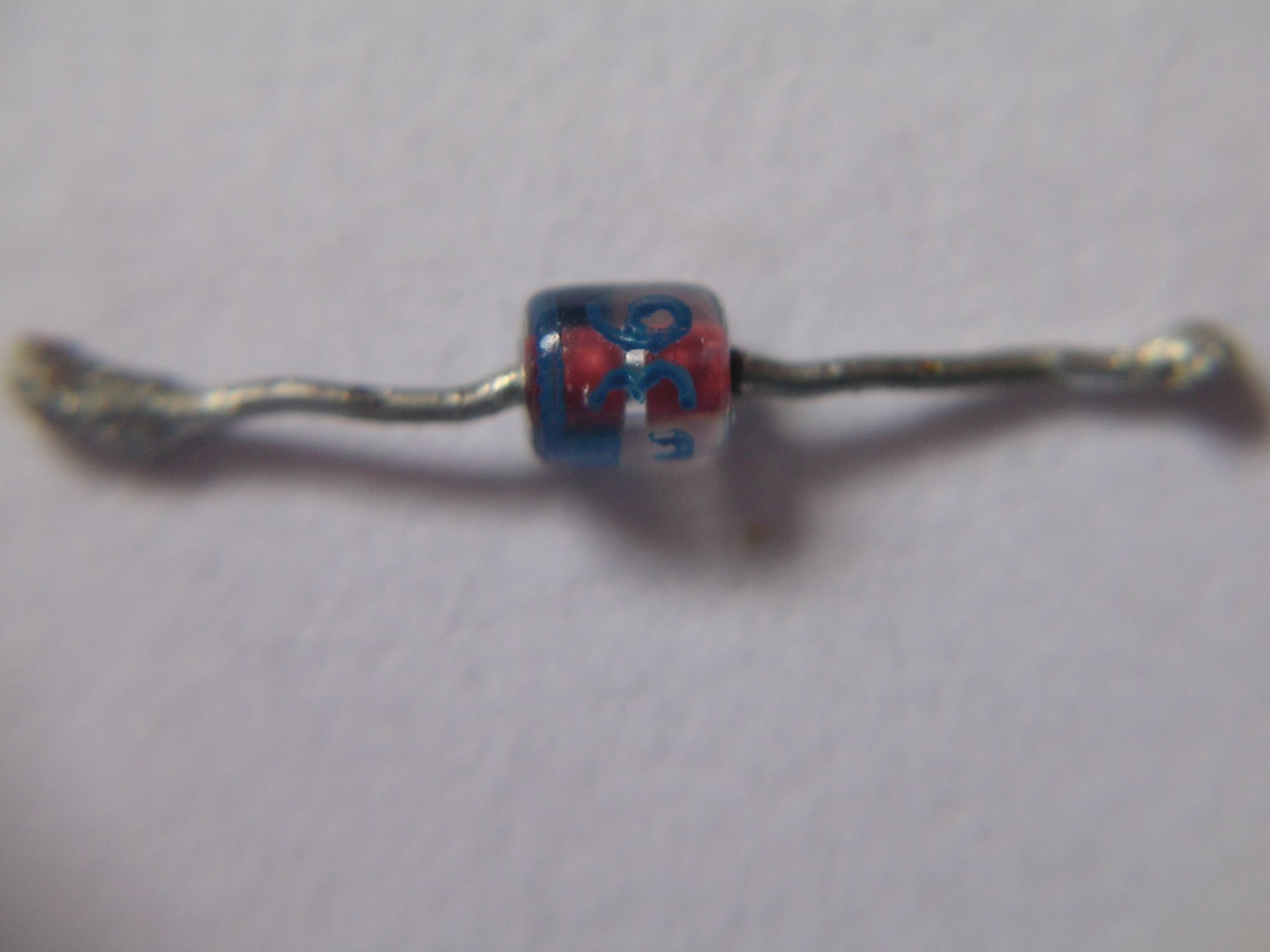
صورة لثنائي أقطاب زينر

ثنائي مساري زينر (بالإنجليزية: Zener diode)‏ هو نوع خاص من ثنائي الأقطاب سُمي باسم صاحبه العالم الأمريكي زينر الذي اكتشف التأثير الكهربي المعروف باسمه أيضا  تأثير زنر .
ويميز ثنائي أقطاب زينر سماحه لمرور التيار الكهربائي المستمر في اتجاه واحد مثلما يفعل ثنائي الأقطاب العادي، ولكنه يسمح أيضا لمرور التيار في عكس الاتجاه إذا زاد الجهد الواقع عليه عن جهد انهيار breakdown والذي يسمى  جهد زينر 
يحدث انهيار زينر في الثنائيات التي تحتوي على تركيز عالٍ من الشوائب بحيث تصبح طبقة الاستنزاف ("depletion layer") رقيقة جدا.

## تاريخ

الرمز الهندسي لثنائي اقطاب زينر

الجهاز أو هذا العنصر الإلكتروني تم تسميته على اسم الفيزيائي الأمريكي كلارينس زينر (Clarence Zener)/، هو أول من وصف تأثير الزينر في سنة 1934 في أولى دراساته النظرية لخصائص انهيار العازل الكهربائي. في وقت لاحق، أدى عمله إلى تنفيذ مَعامل بيل (Bell Labs) للتأثير في شكل جهاز إلكتروني.

## الانحياز
يوجد نوعان من الانحياز هما الانحياز الأمامي (Forward Bias) والذي يكون عنده جهد المنطقة (P) موجبا بالنسبة لجهد المنطقة (N)، والانحياز العكسي (Reverse Bias) والذي يكون عنده جهد المنطقة (N) موجبا بالنسبة لجهد المنطقة (P). وفيما يلي نستعرض كلا النوعين بشكل من التفصيل.

### الانحياز الأمامي

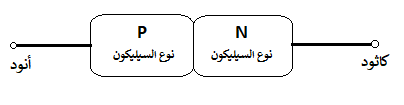
صمام ثنائي يظهر الأقطاب P و N

عندما نقوم بتوصيل الديود بالبطارية بحيث يكون الجانب (p) من الدايود متصلا بالقطب الموجب من البطارية والجانب (N) متصلا بالقطب السالب، عندها الإلكترونات التي في الجزء السالب تتنافر مع القطب السالب
للبطارية وتندفع لعبور الوصلة إلى الجانب (P). بينما الفجوات تتنافر مع القطب الموجب للبطارية وتندفع لعبور الوصلة إلى الجانب (N). وتصبح منطقة الاستنزاف Depletion Region بمثابة حاجزاً بسيطا (يضيق الحاجز) في طريق حركة الإلكترونات، ولذلك فإن الإلكترونات تحتاج إلى فرق جهد بسيط يمكنها من تجاوز جهد الحاجز، ففي حالة مادة السليكون، جهد الحاجز مقداره 0,7 بينما قيمته 0,3 في حالة الجرمانيوم.
فإذا تم التوصيل بهذه الطريقة، فإنه يمر تيار في الوصلة يسمى في هذه الحالة بالتيار الأمامي (Forward Current If) ويكون اتجاهه من الوصلة الموجبة إلى الوصلة السالبة.

### الانحياز العكسي
إذا تم توصيل الدايود كما في الشكل، بحيث يكون الجانب (N) من الدايود متصلا بالقطب الموجب من البطارية والجانب (P) من الدايود متصلا بالقطب السالب من البطارية، لذا فإن الإلكترونات التي في الجزء السالب تتجاذب مع القطب الموجب للبطارية وتبتعد عن الوصلة من الجانب (N). بينما الفجوات تتجاذب مع القطب السالب للبطارية وتبتعد عن الوصلة من الجانب (P). ونتيجة لذلك، فإن منطقة الاستنزاف سوف تتسع اتساعا كبير وتشكل حاجزا كبير أمام تحرك الإلكترونات فلا تستطيع اجتيازه. وبالطبع، فإنه لن يمر التيار الكهربائي في الدائرة، وتسمي هذه الحالة بالانحياز العكسي.

## طريقة عمله

مميزات الجهد والتيار لثنائي زينر ذو انهيار جهد -3.4

الصمام الثنائي التقليدي ذو الحالة الصلبة يسمح بمرور تيار كبير إذا كان منحازًا عكسيًا أكثر من جهد انهياره العكسي. عندما يتم تجاوز جهد انهيار التحيز العكسي، يخضع الصمام الثنائي التقليدي للتيار العالي بسبب انهيار انهماري، ما لم يكن هذا التيار مقيدًا بالدوائر، قد يكون الصمام الثنائي معرض للتلف بشكل دائم بسبب ارتفاع درجة الحرارة. ثنائي زينر يعرض تقريبا نفس الخصائص، بأستثناء أن الجهاز مصمم خصيصا ليكون لديه جهد انهيار منخفض، هذا ما يسمى بجهد زينر. على عكس الجهاز التقليدي (صمام الثنائي التقليدي)، ثنائي زينر المنحاز عكسيا يعطي انهيار متحكم فيه ويسمح للتيار بالحفاظ على الجهد بين أقطاب الثنائي زينر قريب
من انهيار الجهد لثنائي زينر. على سبيل المثال، ثنائي زينر ذو انهيار جهد 3.2 فولت يعرض انخفاضا في الجهد تقريبا 3.2 فولت عبر مجموعة واسعة من التيارات العكسية. لذلك فهو مثالي لتطبيقات مثل توليد جهد مرجعي (مثل، مرحل لمكبر الصوت)، أو كمثبت للجهد لتطبيقات التيار المنخفض.
آلية أخرى تنتج تأثيرًا مشابهًا وهو تأثير انهماري كما هو الحال في الصمام الثنائي الانهماري (avalanche diode). تم بناء كلا نوعي الصمام الثنائي في الواقع بنفس الطريقة، وكلا التأثيرين موجودان في الصمامات الثنائية من هذا النوع. في الصمامات الثنائية المصنوعة من السيليكون يصل التأثير الإنهماري إلى حوالي 5.6 فولت، تأثير زنر هو التأثير السائد ويمثل مقاومة المعامل الحراري السالب. في جهد أكثر من 5.6 فولط، التأثير الإنهماري يصبح سائد ويمثل مقاومة المعامل الحراري الموجب.

### الصمام الثنائي ذو جهد 5.6 فولت

معامل درجة حرارة جهد زينر مقابل جهد زينر الاسمي (الشكلي).

في الصمام الثنائي ذو الجهد 5.6 فولت، التأثيران يحدثان معا (تأثير زنر والتأثير الانهماري)، ومقاومة المعامل الحراري السالب نادرا ما تلغي بعضها البعض، لهذا الصمام الثنائي ذو جهد 5.6 فولت مفيد في التطبيقات
ذات درجات الحرارة الحرجة. كبديل، يستخدم ثنائي زينر ذو معامل درجة الحرارة +2 mV/°C (يعني مقاومة المعامل الحراري الموجب في هذه الحالة) ذو انهيار الجهد 6.2–6.3 فولت متصل على التوالي مع صمام ثنائي منحاز إلى الأمام مصنوع من مادة السيليكون (أو ترانزيستور B-E) المصنعة على نفس الشريحة، للجهود المرجعية التي يجب أن تكون مستقرة للغاية على مدى فترات طويلة من الزمن. الصمام الثنائي المنحاز للأمام لديه معامل درجة حرارة −2 mV/°C (يعني مقاومة المعامل الحراري السالب في هذه الحالة). مسببين بذلك إلغاء معامل درجة الحرارة TC.
أنتجت تقنيات التصنيع الحديثة أجهزة ذات جهد أقل من 5.6 فولت مع معاملات درجة حرارة لا تذكر (شبه منعدمة)، ولكن مع وجود الأجهزة ذات الجهد العالي، معامل درجة الحرارة يرتفع بشكل كبير. صمام ثنائي ذو 75 فزلت لديه معامل صمام ثنائي ذو 12 فولت مضروبة في 10 مرات.

ثنائيات زينر والصمامات الإنهمارية، بغض النظر عن جهد الانهيار، عادة ما يتم تسويقها تحت المصطلح الشامل لـ «ثنائي زينر» (أو دايود زينر).

مميزات الجهد والتيار لثنائي زينر ذو انهيار جهد -17.1

جهد تحت 5.6 فولت، حيث يسود تأثير زينر، يكون المنحنى الرابع IV بالقرب من الانهيار أكثر انحناءا، الأمر الذي يستدعي مزيدًا من العناية في استهداف ظروفه المتحيزة. المنحنى الرابع لثنائي زينر ذو جهد أكبر من 5.6 فولت (يهيمن عليها التأثير الانهماري)، أكثر حدة عند الإنهيار.

### الصمام الثنائي ذو انهيار جهد -17 فولت
يبين المنحني في الشكل العلاقة بين الجهد والتيار عبر ثنائي أقطاب زينر، ويتميز هذا النوع بجهد انقطاع عند -17 فولت. يعمل الثنائي عادة بجهد موجب عالي في جزء المنحني اليميني ولا يمرر التيار عندما يكون الجهد الواقع عليه بين 0.65 فولت و-17.1 فولت. وعندما نغير الجهد إلى مايزيد عن -17.2 فولت يبدأ التيار في المرور ثانيا ولكن في الاتجاه العكسي.

## مصدر ثابت الجهد باستخدام ثنائي أقطاب زينر
يبين الشكل المجاور دائرة كهربية لإنتاج مصدر للجهد المنخفض عند تواجد مصدرا عالي الجهد VS. وتتميز تلك الدائرة ببساطتها، كما توجد في السوق ثنائيات أقطاب زينر تصلح للاستعمال حتى 100 فولت. إلا أن استخدامها عند جهود عالية ينتج عنه حرارة غير مرغوب فيها. وتعتبر مقاومتها صغيرة بصفة عامة عن مجزئ الجهد المعتاد.
وتبين الدائرة المرسومة بالشكل مصدرا للجهد الثابت VS باستخدام ثنائي أقطاب زينر DZ. وتعمل تلك الدائرة على ضبط الجهد حيث تعمل على تثبيت قيمة الجهد الواقع على الحمل: الممثل بالمقاومة R2، بحيث أن لايتغير ذلك الجهد VS. وتطبق تلك الدائرة عندما يكون التيار المار بالمقاومة ضعيفا أو عندما تكون المقاومة R2 كبيرة ولا تتغير كثيرا. ويمكن بمعرفة التيار (IR2) المار في المقاومة حساب قيمة المقاومة بواسطة العلاقة:
{\displaystyle R1={\frac {V_{S}-V_{Z}}{I_{Z}+I_{R2}}}\ ,}
حيث:
VZ جهد زينر Zener voltage
IZ تيار زينر
وتستهلك تلك الدائرة طاقة مقدارها (VZ·IZ) وات. ولكي نحصل على ضبط جيد في الدائرة يجب أن يكون التيار Iz أكبر من التيار المار بالمقاومة IR2.
تُستخدم دائر ثنائي أقطاب زينر عندما يكون تغيير الجهد الناتج في حدود مقبولة. كما أن إضافة مكثف كبير يُوصل على التوازي مع ثنائي زينر DZ أو مع R2، يعمل كمرشح ويقلل من تغير الجهد الناتج. كما أنه عند استبدال المقاومة R2 بدائرة قاعدة كاثودية لأحد الترانزيستورات، تعمل الدائرة كمنظم للجهد الواقع على مقاومة الكاثود وفي نفس الوقت كمصدر لتيار مقاومة المصعد.

## الاستعمالات
ثنائي زينر يستعمل كثيرا كجهد مرجعي وكدائرة تواز لمنظمات الجهد، لتنظيم الجهد في الدوائر الصغيرة، عندما يتم ربطه على التوازي مع مصدر جهد متغير بحيث يكون انحيازا عكسيا، يعمل ثنائي الزينر عندما يصل الجهد إلى جهد الانهيار العكسي للديود. من تلك النقطة فصاعدًا، تحافظ المقاومة المنخفضة للديود على الجهد عبر الصمام الثنائي بهذه القيمة.
في هذه الدارة، التي تمثل جهد مرجعي نموذجي أو منظم جهد، جهد الإدخال، Uin يتم تنظيمه إلى أن يصل إلى جهد خرج ثابت Uout جهد انهيار الصمام الثنائي D مستقر على مدى مجال واسع ويحافظ Uout على ثابت تقريبا على الرغم من أنه يمكن أن يتأثر جهد الإدخال بالمجال الواسع. بسبب انخفاض مقاومة الصمام الثنائي عند تشغيله بهذه الطريقة، المقاومة R تستخدم للحد من التيار عبر الدائرة.
في حالة هذا المثال البسيط، يتم تحديد التيار المتدفق في الصمام الثنائي وانخفاض الجهد المعروف عبر المقاومة R باستخدام قانون أوم:
{\displaystyle I_{\text{diode}}={\frac {U_{\text{in}}-U_{\text{out}}}{R}}}
المقاومة R يجب أن تستوفي شرطين:
1. يجب أن تكون المقاومة R صغيرة كفاية بحيث أن التيار المار ب D يحافظ على D في الانهيار العكسي. قيمة هذا التيار تعطى في ورقة البيانات للثنائي D. على سبيل المثال، هذا الجهاز (ثنائي زينر) الشائع BZX79C5V6.[9] ذو جهد 5.6 فولت وقدرة 0.5 واط لديه تيار عكسي موصى به يساوي 5mA ميلي أمبير. إذا كان هناك تيار غير كاف يمر عبر D، إذا Uout غير منظم وأقل من جهد الانهيار الشكلي، عندما نحسب RK يجب عمل بدل لأي تيار من خلال الحمل الخارجي، غير مبين في هذا الرسم البياني، متصل عبر Uout.
2. يجب أن تكون R كبيرة بما فيه الكفاية بحيث أن التيار المار عبر D لن يضمر الجهاز. إذا كان التيار المار عبر D هو ID، جهد الانهيار VB وأقصى قدر من تبدير الطاقة Pmax ترتبط على هذا النحو:

{\displaystyle I_{D}V_{B}<P_{\text{max}}}
يمكن وضع حمل عبر الصمام الثنائي في هذه الدائرة المرجعية، وطالما يبقى ثنائي زينر في حالة انهيار عكسي، يوفر الصمام الثنائي مصدر جهد ثابت للحمل، غالبًا ما تُستخدم الثنائيات في هذا التكوين كمراجع مستقرة لدارات تنظيم الجهد الأكثر تقدمًا
منظمات التحويلة (دائرة تواز لمنظمات الجهد) بسيطة، لكن متطلبات أن يكون مثبت التيار (مقاومة) صغيرًا بدرجة كافية لتجنب انخفاض الجهد الزائد أثناء التشغيل في أسوأ حالة (جهد الدخل المنخفض متزامن مع تيار الحمل العالي) يميل إلى ترك الكثير من التيار يتدفق في الصمام الثنائي معظم الوقت، مما يجعله منظمًا مهدرًا إلى حد ما مع تبديد طاقة عالي، مناسب فقط للأحمال الصغيرة.
يتم مصادفة هذه الثنائيات أيضا على التوالي مع ترانزيستورتقاطع قاعدة-باعث، في مراحل الترانزستور حيث يتمركز الاختيار الانتقائي للجهاز على التأثير الانهماري أو يمكن استخدام نقطة زينر لإدخال توازن درجة الحرارة التعويضية ذات الكفاءة المشتركة للترانزستور تقاطع p-n. مثال على هذا النوع من الاستخدام هو مضخم خطأ (error amplifier) المستخدم في نظام حلقة التغذية الراجعة لدائرة الإمداد بالطاقة المنظمة.
ثنائيات زينر تستخدم أيضًا في واقيات زيادة التيار للحد من طفرات الجهد المفاجئة.

### دائرة التقطيع
اثنين من الثنائيات زينر التي تواجه بعضها البعض في سلسلة تقطع نصفي إشارة الدخل. دائرة التقطيع يمكن استخدامها ليس فقط في إعادة تشكيل الإشارة، ولكن أيضًا لمنع ارتفاعات الجهد من التأثير على الدوائر المتصلة بمصدر الطاقة.

### مزيحات الجهدمثال على مزيحات الجهد
يمكن تطبيق الصمام الثنائي زينر على دائرة بها مقاومة ليكون بمثابة ناقل للجهد. هذه الدائرة تخفض جهد الخرج بمقدار يساوي انهيار جهد ثنائي زينر.

### منظمات الجهدمثال على منظمات الجهد
يمكن تطبيق الصمام الثنائي زينر في دائرة منظم الجهد لتنظيم الجهد المطبق على الحمل، كما هو الحال في منظم جهد الخطي.

## اقرأ أيضا
- تأثير زنر
- صمام ثنائي
- مصباح ثنائي باعث للضوء
- صمام ثلاثي
- دائرة كهربائية
- دائرة مقاومة ومكثف
- موسفت